# Hadath el Jobbeh
Hadath el Jobbeh è un centro abitato e comune (municipalité) del Libano situato nel distretto di Bsharre, governatorato del Nord Libano.